# Успенка (Курчатовський район)
Успенка (рос. Успенка) — село в Курчатовському районі Курської області Російської Федерації.
Населення становить 524 особи. Входить до складу муніципального утворення Дичнянська сільрада.

## Історія
Населений пункт розташований на території українського етнічного та культурного краю Східна Слобожанщина.
Від 2004 року входить до складу муніципального утворення Дичнянська сільрада.

## Населення
| 2002 | 2010 |
| ---- | ---- |
| 201  | ↗524 |